# Pardos
Pardos – gmina w Hiszpanii, w prowincji Guadalajara, w Kastylii-La Mancha, o powierzchni 23,15 km². W 2011 roku gmina liczyła 55 mieszkańców.